# Cheshire Cat
Cheshire Cat es el primer álbum de estudio de Blink-182 después de grabar el casete Buddha (que más tarde sería lanzado y remasterizado por Kung Fu Records). Cargo Music junto con su filial Grilled Cheese lanzaron el 17 de febrero de 1995 este material. Con este álbum, Blink-182 logra hacerse un nombre gracias a apariciones en videos de skate y snowboard.
Fueron extraídos dos sencillos del álbum, «M+M's» y «Wasting Time», aunque finalmente esta última no apareció en el Greatest Hits de la banda, siendo sustituida por «Carousel», una de las canciones insignia de la banda, habitual en todos sus conciertos. Solo «M+M's» tuvo videoclip promocional.

## Producción

### Grabación y título
El álbum fue grabado en Westbeach Recorders, en Hollywood, California. Contiene varias canciones de su anterior trabajo, el casete Buddha, y que fueron regrabadas para Cheshire Cat como «Carousel», «T.V.», «Strings», «Fentoozler», «Sometimes», «Toast and Bananas» y "Romeo & Rebecca" (en este disco aparece como «Romeo and Rebecca»).
El título del disco tiene su origen en el gato de Cheshire, personaje de Alicia en el país de las maravillas, según reveló Mark Hoppus en una entrevista de 1996. En la contraportada del disco, las canciones «Ben Wah Balls», «Just About Done» y «Depends» están marcadas en color morado porque "esas canciones son canciones de broma y queríamos separarlas de las canciones reales del álbum. Irónicamente, esas canciones se han hecho más famosas que algunas del resto".

## Lista de canciones
Todas las canciones escritas y compuestas por Mark Hoppus, Tom DeLonge y Scott Raynor. Letras adicionales en «Wasting Time» por Jeff Forrest. 
| Cheshire Cat |                         |          |  |
| N.º          | Título                  | Duración |  |
| 1.           | «Carousel»              | 3:14     |  |
| 2.           | «M+M's»                 | 2:39     |  |
| 3.           | «Fentoozler»            | 2:04     |  |
| 4.           | «Touchdown Boy»         | 3:10     |  |
| 5.           | «Strings»               | 2:25     |  |
| 6.           | «Peggy Sue»             | 2:38     |  |
| 7.           | «Sometimes»             | 1:08     |  |
| 8.           | «Does My Breath Smell?» | 2:38     |  |
| 9.           | «Cacophony»             | 3:05     |  |
| 10.          | «TV»                    | 1:41     |  |
| 11.          | «Toast and Bananas»     | 2:42     |  |
| 12.          | «Wasting Time»          | 2:49     |  |
| 13.          | «Romeo and Rebecca»     | 2:34     |  |
| 14.          | «Ben Wah Balls»         | 3:55     |  |
| 15.          | «Just About Done»       | 2:16     |  |
| 16.          | «Depends»               | 2:48     |  |
| 41:46        |                         |          |  |

- Las canciones 1, 3, 5, 7, 10, 11 y 13 aparecieron anteriormente en Buddha.
- Tras finalizar la música en «Depends», Mark Hoppus cita una frase de la película Airplane!.
- «Just About Done» contiene una melodía de «For Whom the Bell Tolls» de Metallica.

## Créditos
Personal que ha trabajado en el disco y alias acordes con las carátulas interiores del disco:
- Tom DeLonge ("may i check your prostate?") – guitarra y cantante
- Mark Hoppus ("mr. take advantage of your goat when you're not home") – bajo y cantante
- Scott Raynor ("mad dog") – batería

- O – producción
- Jeff Forrest – voces adicionales en «Wasting Time»
- Matt Houts – introducción en «Ben Wah Balls»
- Steve Kravac – técnico de sonido